# Promicrogaster alexmartinezi
Promicrogaster alexmartinezi (лат.) — вид мелких наездников рода Promicrogaster из подсемейства Microgastrinae (Braconidae).

## Распространение
Неотропика: Коста-Рика.

## Описание
Мелкие паразитические наездники, длина тела от 1,8 м до 5,3 мм. От близких видов отличается красноватым первым тергитом (с чёрными краями), тергиты со второго по четвёртый от красно-оранжевого до жёлтого цвета, пятый тергит жёлтый с коричневой отметиной в центре. Голова и грудь чёрные (жвалы и клипеус жёлтые). Яйцеклад очень длинный и прямой, который длиннее задней голени почти в 2 раза. Латеральная поверхность скутеллюма с полированными участками (лунулами). II-й тергит шире своей длины. Жгутик усика 16-члениковый. Нижнечелюстные щупики 5-члениковые, нижнегубные щупики состоят из 3 сегментов. Дыхальца первого брюшного тергиты находятся на латеротергитах. Паразитируют предположительно на гусеницах бабочек.

## Таксономия и этимология
Вид был впервые описан в 2016 году, а его видовой статус подтверждён в ходе ревизии, проведённой в 2019 году канадским энтомологом Уильямом Ричардом Мейсоном (Jose Fernandez-Triana, Canadian National Collection of insects, Оттава, Канада).
P. alexmartinezi назван в честь 13-летнего школьника Алекса Джованни Мартинеса Лопеса (Alex Geovanny Martínez López из школы Colonia Bolaños) за его активную помощь в работе и охране дикой природы.